# Tegel (adelsätt)
Tegel, var en adlig ätt, nummer 112, vilket sedan ändrades till nummer 140. Adelskapet blev stadfäst först 1627, men Erik Jöransson Tegel slöt ätten som var utdöd år 1636.
Ätten Tegel utgick från Erik XIVs rådgivare Jöran Persson, som år 1563 adlades Tegel, men 1568 avrättades under tumultet när hertigarna Johan och Karl belägrade Stockholm, varvid adelsbrevet spikades upp på galgen bredvid liket.
Jöran Persson fick med Anna Andersdotter tre söner Erik, Anders och Nils, och hon flydde vid mannens avrättning till Åland. Senare skall sönerna ha förts till Tyskland och där under främmande namn uppehållit sig vid åtskilliga högskolor.
Samtliga tre av sönerna arbetade senare för kung Karl IX.
Erik Jöransson Tegel dog barnlös 1636, varvid adliga ätten Tegel slöts.